# Деніс Ірвін
Деніс Ірвін (англ. Denis Irwin, * 31 жовтня 1965, Корк) — колишній ірландський футболіст, захисник.

## Клубна кар'єра
У дорослому футболі дебютував 1983 року виступами за команду «Лідс Юнайтед», в якій провів три сезони, взявши участь у 72 матчах чемпіонату.
Протягом 1986—1990 років захищав кольори клубу «Олдем Атлетик».
Своєю грою за останню команду привернув увагу представників тренерського штабу клубу «Манчестер Юнайтед», до складу якого приєднався 1990 року. Відіграв за команду з Манчестера наступні дванадцять сезонів своєї ігрової кар'єри. Більшість часу, проведеного у складі «Манчестер Юнайтед», був основним гравцем захисту команди. За цей час сім разів виборював титул чемпіона Англії, ставав триразовим володарем Кубка Англії, володарем Кубка англійської ліги, триразовим володарем Суперкубка Англії з футболу, переможцем Ліги чемпіонів УЄФА, володарем Міжконтинентального кубка, володарем Кубка Кубків УЄФА та володарем Суперкубка УЄФА.
Завершив професійну ігрову кар'єру у клубі «Вулвергемптон Вондерерз», за команду якого виступав протягом 2002—2004 років.

## Виступи за збірну
1991 року дебютував в офіційних матчах у складі національної збірної Ірландії. Протягом кар'єри у національній команді, яка тривала 10 років, провів у формі головної команди країни 56 матчів, забивши 4 голи.
У складі збірної був учасником чемпіонату світу 1994 року у США.

## Титули і досягнення
- Чемпіон Англії (7):

«Манчестер Юнайтед»:  1992–93, 1993–94, 1995–96, 1996–97, 1998–99, 1999—2000, 2000–01
- Володар Кубка Англії (3):

«Манчестер Юнайтед»:  1993–94, 1995–96, 1998–99
- Володар Кубка англійської ліги (1):

«Манчестер Юнайтед»:  1991–92
- Володар Суперкубка Англії (5):

«Манчестер Юнайтед»:  1990, 1993, 1994, 1996, 1997
- Переможець Ліги чемпіонів УЄФА (1):

«Манчестер Юнайтед»:  1998–99
- Володар Міжконтинентального кубка (1):

«Манчестер Юнайтед»:  1999
- Володар Кубка Кубків УЄФА (1):

«Манчестер Юнайтед»:  1990–91
- Володар Суперкубка Європи (1):

«Манчестер Юнайтед»:  1991